# Oligomicina
Oligomicina é um macrolídeo criado a partir de uma bactéria do gênero Streptomyces. É utilizado como antibiótico.
|                              | R1     | R² | R³ | R4  | R5     |
| Oligomicina A                | CH3    | H  | OH | H,H | CH3    |
| Oligomicina B                | CH3    | H  | OH | O   | CH3    |
| Oligomicina C                | CH3    | H  | H  | H,H | CH3    |
| Oligomicina D (Rutamicina A) | H      | H  | OH | H,H | CH3    |
| Oligomicina E                | CH3    | OH | OH | O   | CH3    |
| Oligomicina F                | CH3    | H  | OH | H,H | CH2CH3 |
| Rutamicina B                 | H      | H  | H  | H,H | CH3    |
| 44-Homooligomicina A         | CH2CH3 | H  | OH | H,H | CH3    |
| 44-Homooligomicina B         | CH2CH3 | H  | OH | O   | CH3    |